# Unterseeboot UB-83
Pour les articles homonymes, voir UB83.
Pour les autres navires du même nom, voir Unterseeboot 83.
L'Unterseeboot UB-83 est un sous-marin (U-Boot) allemand de type UB III utilisé par la Kaiserliche Marine pendant la Première Guerre mondiale. Il a été mis en service dans la marine impériale allemande le 15 octobre 1917.

## Conception
Comme tous les sous-marins de type UB III, l'UB-83 avait un déplacement de 516 tonnes en surface et de 647 tonnes en immersion. Ses moteurs lui permettaient de naviguer à 13,4 nœuds (24,8 km/h) en surface et à 7,5 nœuds (13,9 km/h) en immersion. Il avait une autonomie de 8180 milles marins (15150 km) à sa vitesse de croisière. L'UB-83 transportait 10 torpilles et était armé d’un canon de pont de 8,8 cm. L'UB-83 avait un équipage pouvant compter jusqu’à 3 officiers et 31 hommes. 

## Carrière
L'UB-83 a été construit par AG Weser à Brême. Après un peu moins d’un an de construction, il a été lancé à Brême le 15 septembre 1917. Il a été mis en service plus tard la même année sous le commandement de l'Oberleutnant zur See Günther Krause.
L'UB-83 a été coulé le 10 septembre 1918 par le HMS Ophelia au large des Orcades à la position 58° 28′ N, 1° 50′ O. Les 35 membres d’équipage sont morts dans l’événement.

## Affectations
- V Flottille : du 24 décembre 1917 au 10 septembre 1918

## Commandants
- Oberleutnant zur See Günther Krause[5] : du 15 octobre 1917 au 9 juin 1918
- Oblt.z.S. Hans Buntebardt[6] : du 10 juin au 10 septembre 1918

## Navires coulés
| Date         | Nom    | Nationalité    | Tonnage | Destin.   |
| ------------ | ------ | -------------- | ------- | --------- |
| 23 mars 1918 | Aulton | United Kingdom | 634     | Coulé     |
| 23 mars 1918 | Meline | United Kingdom | 6970    | Endommagé |